# Eve Bouvard
Eve Bouvard (* 18. August 1999) ist eine französisch-belgische Biathletin. Sie wurde 2021 Juniorenweltmeisterin mit der französischen Staffel und startet seit 2023 für den belgischen Biathlonverband.

## Sportliche Laufbahn
Eve Bouvards erste internationale Rennen erfolgten im März 2020 am Arber, als sie mehrere Wettkämpfe im IBU-Junior-Cup bestritt. Im Januar des Folgejahres gab sie am gleichen Ort ihr Debüt im IBU-Cup und errang als 23. des Sprints auch erste Ranglistenpunkte. Wenig später war die Französin auch erstmals bei der Junioren-WM am Start und gewann, nachdem sie im Sprint Rang 7 belegt hatte, zusammen mit Paula Botet, Sophie Chauveau und Camille Bened die Goldmedaille im Staffelbewerb. Im Winter 2021/22 startete Bouvard ausschließlich auf nationaler Ebene und gewann überzeugend die Gesamtwertung des Coupe de France. Der französische Verband bootete Bouvard kurz darauf trotz des Gesamtsieges aus dem Kader aus. Da sie durch familiäre Verhältnisse auch die belgische Staatsbürgerschaft besitzt, entschloss sie sich daher im Mai 2023, in Zukunft die belgischen Farben zu vertreten und musste, anders als bei einer Einbürgerung, keine mehrjährige Sperre hinnehmen. Zu Beginn der Saison 2023/24 startete Bouvard erstmals für den belgischen Biathlonverband im IBU-Cup und erzielte sofort ordentliche Ergebnisse, in Idre und Sjusjøen resultierte je ein 16. und ein 14. Rang. Obwohl sie im gesamten Januar keine Rennen bestritt, wurde die Belgierin daraufhin für die Weltmeisterschaften 2024 in Nové Město na Moravě nominiert, womit sie ihren Einstand auf der höchsten Rennebene gab. Mit zwei 49. Rängen in Sprint und Verfolgung sowie Platz 35 im Einzel konnte sie dabei auch durchaus überzeugen. Im letzten Trimester startete sie daraufhin im Weltcup, kam aber nicht in die Nähe der Punkteränge.
Zu Beginn der Saison 2024/25 gelang Bouvard mit der Frauenstaffel in Kontiolahti Platz 13 und damit das beste Ergebnis der Geschichte, am gleichen Ort gewann sie außerdem mit Platz 37 im Einzel ihre ersten Weltcuppunkte. Diese Form konnte sie im weiteren Verlauf nicht bestätigen, weder im Weltcup noch bei den Weltmeisterschaften kam eine Platzierung unter den besten 50 zustande.

## Persönliches
Bouvard stammt aus der Region Savoyen und wurde in Frankreich geboren, sodass sie ursprünglich für den französischen Skiverband startete. Da ihre Mutter aus Wallonien stammt und damit Belgierin ist, besitzt Bouvard seit ihrer Geburt beide Staatsbürgerschaften.

## Statistiken

### Weltcupplatzierungen
Die Tabelle zeigt alle Platzierungen (je nach Austragungsjahr einschließlich Olympische Spiele und Weltmeisterschaften).
- 1.–3. Platz: Anzahl der Podiumsplatzierungen
- Top 10: Anzahl der Platzierungen unter den ersten zehn (einschließlich Podium)
- Punkteränge: Anzahl der Platzierungen innerhalb der Punkteränge (einschließlich Podium und Top 10)
- Starts: Anzahl gelaufener Rennen in der jeweiligen Disziplin
- Staffel: inklusive Mixed- und Single-Mixed-Staffeln

| Platzierung               | Einzel | Sprint | Verfolgung | Massenstart | Staffel | Gesamt |
| ------------------------- | ------ | ------ | ---------- | ----------- | ------- | ------ |
| 1. Platz                  |        |        |            |             |         |        |
| 2. Platz                  |        |        |            |             |         |        |
| 3. Platz                  |        |        |            |             |         |        |
| Top 10                    |        |        |            |             |         |        |
| Punkteränge               | 1      |        |            |             | 6       | 7      |
| Starts                    | 3      | 8      | 1          |             | 6       | 18     |
| Stand: Saisonende 2024/25 |        |        |            |             |         |        |

### Weltcupwertungen
Ergebnisse bei Weltcups (Disziplinen- und Gesamtweltcup) gemäß Punktesystem.
| Saison  | Einzel | Einzel | Sprint | Sprint | Verfolgung | Verfolgung | Massenstart | Massenstart | Gesamt | Gesamt |
| Saison  | Platz  | Punkte | Platz  | Punkte | Platz      | Punkte     | Platz       | Punkte      | Platz  | Punkte |
| ------- | ------ | ------ | ------ | ------ | ---------- | ---------- | ----------- | ----------- | ------ | ------ |
| 2024/25 | 64.    | 4      | –      | –      | –          | –          | –           | –           | 94.    | 4      |

### Weltmeisterschaften
Ergebnisse bei den Weltmeisterschaften:
| Weltmeisterschaften | Weltmeisterschaften | Einzelwettbewerbe | Einzelwettbewerbe | Einzelwettbewerbe | Einzelwettbewerbe | Staffelwettbewerbe | Staffelwettbewerbe | Staffelwettbewerbe |
| Jahr                | Ort                 | Einzel            | Sprint            | Verfolgung        | Massenstart       | Damenstaffel       | Mixedstaffel       | S.-M.-Staffel      |
| ------------------- | ------------------- | ----------------- | ----------------- | ----------------- | ----------------- | ------------------ | ------------------ | ------------------ |
| 2024                | Nové Město          | 35.               | 49.               | 49.               | –                 | 14.                | –                  | –                  |
| 2025                | Lenzerheide         | 66.               | 57.               | 52.               | –                 | 13.                | –                  | –                  |

### Juniorenweltmeisterschaften
Ergebnisse bei den Juniorenweltmeisterschaften:
| Weltmeisterschaften | Weltmeisterschaften | Einzelwettbewerbe | Einzelwettbewerbe | Einzelwettbewerbe | Damenstaffel |
| Jahr                | Ort                 | Einzel            | Sprint            | Verfolgung        | Damenstaffel |
| ------------------- | ------------------- | ----------------- | ----------------- | ----------------- | ------------ |
| 2021                | Obertilliach        | 40.               | 7.                | 40.               | 1.           |